# Cygnus NG-23
Cygnus NG-23 (lat. „labuť“) je budoucí let americké nákladní kosmické lodi řady Cygnus. Společnost Northrop Grumman ji vyrobila a připravuje její vypuštění podle smlouvy s agenturou NASA v rámci programu Commercial Resupply Services, jehož účelem je zásobování Mezinárodní vesmírné stanice (ISS). Start se uskuteční nejdříve v polovině září 2025 a potrvá několik měsíců. Půjde o první let po misi NG-22 zrušené na jaře 2025 kvůli poškození hermetizovaného modulu při pozemní přepravě. Současně půjde o první start nové, rozšířené verze lodi, označované jako Extended Cygnus. 

## Loď Cygnus
Pro lety s nákladem k ISS byly od roku 2015 využívány lodi Cygnus s označením Enhanced (vylepšené). Na oběžnou dráhu Země je vynášely rakety Antares 230, od roku 2019 pak Antares 230+. Ty v prvním stupni používaly dvojici ruských motorů RD-181, což však v důsledku mezinárodních sankcí reagujících na ruskou invazi na Ukrajinu v roce 2022 nebylo dále možné. Protože nová verze Antares 330 se sedmi motory Miranda společnosti Firefly Aerospace měla být k dispozici až pro misi Cygnus NG-23, a to nejdříve na podzim 2024, sjednala si Northrop Grumman se společností SpaceX, že mise NG-20 až NG-22 na oběžnou dráhu dopraví rakety Falcon 9. Kvůli zrušení mise NG-22 pak došlo k posunu v harmonogramu a třetí ze sjednaných letů připadl až na misi NG-23.

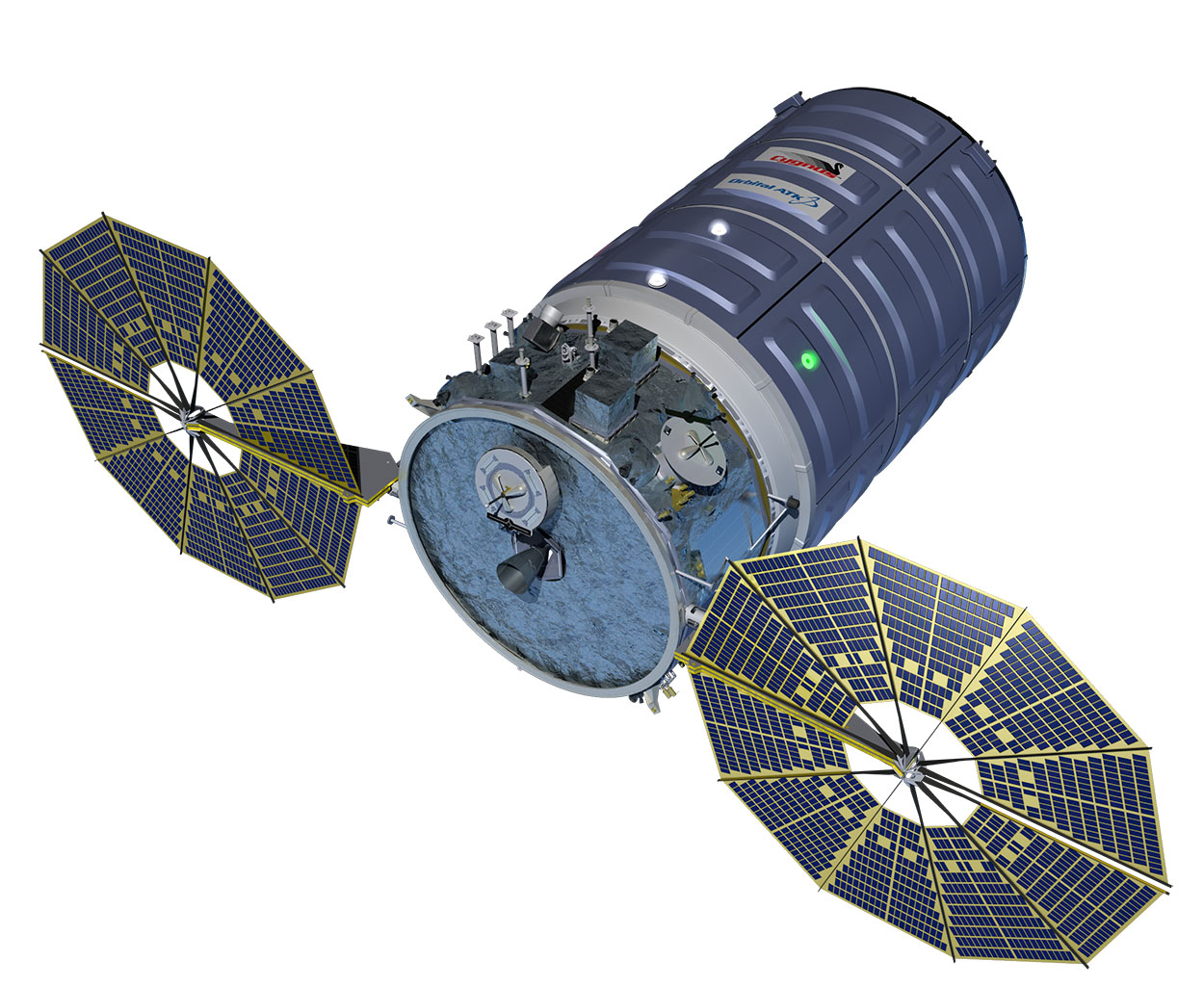
Vizualizace lodi Cygnus

V roce 2025 Northrop Grumman představila novou verzi označovanou Extended (rozšířená) a určenou mimo jiné pro zásobování budoucích komerčních stanic v období po ukončení provozu ISS. Loď zachovává vnější průměr 3,07 metru jako u předchozích verzí a na délku dosahuje k 7,5 metru. Hermetizovaný modul nabízí vnitřní objem 36 m3 pojme kolem 5 000 kg nákladu.
Na spodku lodi (v postavení při startu) jsou umístěny dva kruhové solární panely o celkovém výkonu 3,5 kW, vyrobené technologií Ultraflex, které se po vypuštění rozevřou jako vějíř.
Na horní části je umístěn kotvicí mechanismus CBM (Common Berthing Mechanism) pro hermetické připojení ke stanici a umožnění přístupu její posádky do vnitřku lodi. Lodi Cygnus se k ISS nepřipojují automaticky jako lodi Progress, Dragon 2 a dříve také ATV, ale pomocí robotické ruky Canadarm2, podobně jako dřívější lodi HTV nebo první verze lodí Dragon. Cygnus se ke stanici přiblíží na zhruba 10 metrů, posádka ho zevnitř stanice pomocí robotické ruky zachytí, během přiblížení lodi ke spojovacímu portu a připojení lodi ale robotickou ruku na dálku řídí operátoři z řídicího střediska.
Od mise NG-17 disponují lodi Cygnus rozšířenými funkcemi pro úpravu dráhy stanice a při každém z letů je nejméně jednou využily k plánovanému zvýšení dráhy.

## Náklad
Kosmická loď Cygnus NG-23 vynese k ISS kolem 5 000 kg nákladu, který obvykle tvoří:
- zásoby pro posádku,
- provozní vybavení stanice,
- materiály a zařízení pro medicínské, fyzikální a další vědecké experimenty,
- vybavení pro výstup do volného prostoru,

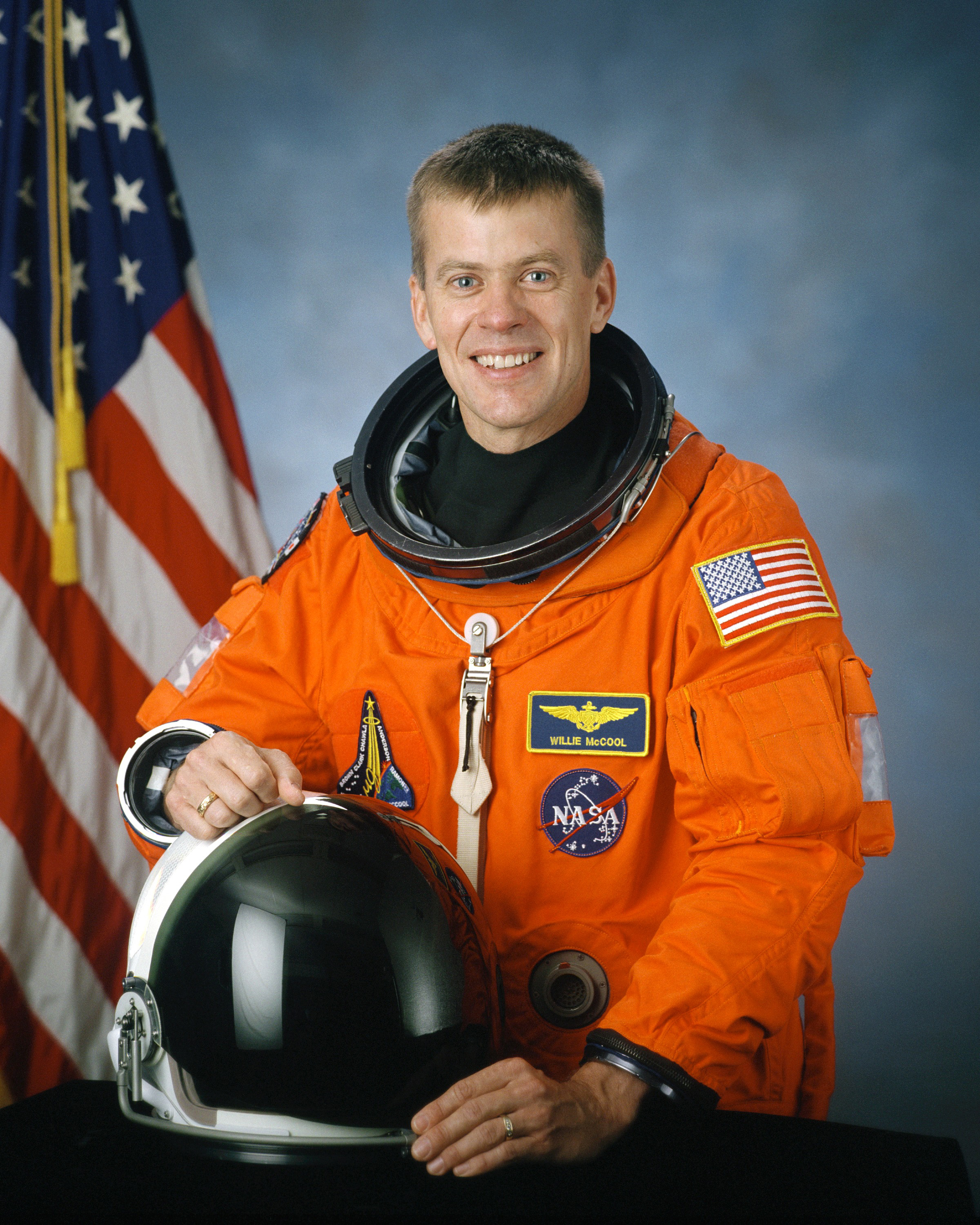

- počítačové vybavení.

## Čestné pojmenování – William “Willie” C. McCool
Aby dodržela tradici zavedenou již při prvním startu nákladní lodi Cygnus a spočívající v pojmenování jednotlivých exemplářů kosmické lodi podle některé z osobností, které se zasloužily o americký vesmírný program, oznámila Northrop Grumman v polovině srpna 2025, že nadcházející let připomene astronauta Williama McCoola. Ten zahynul 1. února 2003 na konci svého prvního, šestnáctidenního kosmického letu STS-107, spolu s ostatními šesti členy posádky raketoplánu Columbia.

## Průběh mise
Start mise na raketě Falcon 9 z rampy SLC-40 kosmodromu CCSFS (Cape Canaveral Space Force Station) je předběžně naplánován nejdříve na polovinu září 2025.
Loď se několik desítek hodin po startu přiblížil ke stanici na vzdálenost zhruba 10 metrů, do dosahu robotické paže Canadarm2, jejímž prostřednictvím loď zachytí někdo ze členů posádky Expedice 71. Canadarm2 ovládaná na dálku pozemními operátory poté přenese loď k příslušnému portu a ukotví ji do něj.
Konec mise se odehraje o několik měsíců později. Posádka ISS naplní Cygnus odpadem a poté ho operátoři opačným postupem od Unity odpojí. Po uvolnění z úchopu robotické paže se loď vlastními silami vzdálí od stanice a provede brzdící manévr pro vstup do atmosféry, v jejíchž horních vrstvách shoří nad obvyklou oblastí jižního Tichého oceánu.